# Triplectides helvolus
Triplectides helvolus är en nattsländeart som beskrevs av Morse och Arturs Neboiss 1982. Triplectides helvolus ingår i släktet Triplectides och familjen långhornssländor. Inga underarter finns listade i Catalogue of Life.